# Baji sortűz
A baji sortűzben nyolc bányász vesztette életét 1956. október 27-én, szombaton, a Komárom megyei Baj községben lévő laktanyánál és több mint tízen megsebesültek. Egyike volt az 1956-os forradalom, illetve az utána következő megtorlás leggyilkosabb sortüzeinek.
A bányászok országszerte nagy számban csatlakoztak a fegyveres felkeléshez 1956-ban, illetve sztrájkokkal adtak nyomatékot a tömegek követeléseinek. A véres sortűzért nem büntettek meg senkit.

## Előzmények
1956. október 26-án, pénteken Tatán már sztrájkban állt az üzemek jó része. Az Almásfüzitői Timföldgyár munkásai és tüntetők leverték a vörös csillagot a szovjet hősi emlékműről, sőt az emlékművet magát is ledöntötték és elfoglalták Tata fontos épületeit. Egy tiszti különítmény, amely a rendőrséget később visszafoglalta, fegyverüket nem használó embereket ölt meg – Kaszás Tamást, Rónavölgyi Bélát és Senkár Jánost – és megsebesítette Balázs Istvánt és Fasing Sándort.
Szombaton Tatára érkeztek az aknászképző iskola diákjai és bányászok, mind fiatalok, 17 és 34 év között, akik elszánták magukat, hogy fegyverrel harcolnak a forradalomért. Fegyverük azonban nem volt, ezért – ahogy az az ország számos pontján történt –, úgy határoztak, hogy a közeli, baji laktanyához mennek és ott próbálnak fegyvert szerezni. A honvédek sok helyütt laktanyáikban is a tüntetőkhöz csatlakoztak, itt azonban nem ez történt.

## A sortűz
A teherautókkal érkező bányászoktól a laktanya katonái nemcsak megtagadták a fegyvert, hanem éles vita is kialakult. A bányászok kelletlenül tudomásul vették, hogy nem kapnak fegyvert, és elkezdtek visszaszállni a teherautóra, amikor gépágyúval és golyószórókkal lőni kezdték őket. Szemtanúk szerint a gépágyú cafatokra tépte az embereket.

### Az áldozatok
- Égető Ernő József (Szeged, 1936 – Baj, 1956. október 27.)
- Jakab Ferenc (Szelce, 1926 – Baj, 1956. október 27.)
- Kovács Lajos (Hatvan, 1922 – Baj, 1956. október 27.)
- Kovács Lajos (Megyehíd, 1929 – Baj, 1956. október 27.)
- Kovács Nándor (Felsőgalla, 1929 – Baj, 1956. október 27.)
- Knáb Vilmos János Domoszló, 1939 – Baj, 1956. október 27.)
- Némedi Varga László (Kiskőrös, 1938 – Baj, 1956. október 27.)
- Sorok Gyula (Sopron, 1932 – Baj, 1956. október 27.)

## Nyomukat is eltüntették
Mint a többi 1956-os sortüzet, a baji esetet is a hallgatás homálya takarta az 1980-as évek végéig. Kálmán Attila, aki (2006-ban) a Tatai Református Gimnázium igazgatója volt, 1988-ban kezdett el kutatni az ügy után. Kikérte a tatai kórházból az 1956-os betegfelvételi naplót, az adott időszakra vonatkozó lapokat azonban kitépték belőle. Végül többedmagával kiderítette, hogy a holttesteket Tatabányára vitték és (csak 1957 márciusában) ott anyakönyvezték őket.
Még 1956. október 31-én a forradalom napjaiban, a bányászmártírok mellé temették őket, hősi halottaknak kijáró tisztelettel, katonai díszpompával.  A búcsúztató beszédet a helyi forradalmi tanács nevében Mazalin György mondta (akit később halálra ítéltek, de amnesztiával szabadult 15 hónap siralomház után, viszont soha többé nem helyezkedhetett el tanítóként). 
A szovjetek bevonulása után azonban a tatabányai kommunista vezetők úgy döntöttek, nem maradhat nyomuk, ezért rátemettek a sírokra. A kutatók Stefka István cikke (Magyar Nemzet, 2006. december 2.) szerint csak a fiatalabbik Kovács Lajos és Kovács Nándor hozzátartozóira leltek rá, és nem sikerült a sortűz sebesültjeinek sem nyomára bukkanniuk.

## Utóéletük
A Tatai Református Gimnázium diákjai a sortűz áldozataira emlékezve a forradalom 50. évfordulóján ötven hársfát ültettek el Tatán, a Baji úton, az olimpiai edzőtábor kerítése mellett.